# Bo Lamar
Dwight Lamar, detto Bo (Columbus, 7 aprile 1951), è un ex cestista statunitense, professionista nella ABA e nella NBA.

## Carriera
Venne selezionato dai Detroit Pistons al terzo giro del Draft NBA 1973 (44ª scelta assoluta).

## Statistiche

### ABA-NBA

#### Regular Season
| Anno            | Squadra              | PG  | PT | MP   | TC%  | 3P%  | TL%  | RP  | AP  | PRP | SP  | PP   |
| --------------- | -------------------- | --- | -- | ---- | ---- | ---- | ---- | --- | --- | --- | --- | ---- |
| 1973-1974       | San Diego Conq.      | 84  |    | 33,6 | 39,7 | 27,9 | 77,7 | 3,5 | 3,4 | 1,5 | 0,2 | 20,4 |
| 1974-1975       | San Diego Conq.      | 77  |    | 37,9 | 42,5 | 22,9 | 78,4 | 3,1 | 5,5 | 1,7 | 0,2 | 20,9 |
| 1975-1976       | San Diego Sails      | 6   |    | 37,0 | 42,5 | 37,5 | 78,6 | 3,0 | 6,0 | 1,0 | 0,2 | 18,3 |
| 1975-1976       | Indiana Pacers (ABA) | 35  |    | 25,9 | 41,3 | 26,9 | 73,9 | 2,8 | 3,9 | 1,0 | 0,0 | 15,6 |
| 1976-1977       | L.A. Lakers (NBA)    | 71  |    | 16,4 | 40,6 |      | 67,6 | 1,3 | 2,5 | 0,8 | 0,0 | 7,1  |
| Carriera ABA    | Carriera ABA         | 202 |    | 34,0 | 41,1 | 26,7 | 77,6 | 3,2 | 4,4 | 1,5 | 0,1 | 19,7 |
| Carriera NBA    | Carriera NBA         | 71  |    | 16,4 | 40,6 |      | 67,6 | 1,3 | 2,5 | 0,8 | 0,0 | 7,1  |
| Carriera Totale | Carriera Totale      | 273 |    | 29,4 | 41,1 | 26,7 | 76,8 | 2,7 | 3,9 | 1,3 | 0,1 | 16,4 |

#### Massimi in carriera
Regular Season
- Massimo di punti in ABA: 50 vs Indiana Pacers (13 gennaio 1974)
- Massimo di punti in NBA: 22 vs Golden State Warriors (4 dicembre 1976)
- Massimo di rimbalzi in ABA: 9 (3 volte)
- Massimo di rimbalzi in NBA: 6 vs Indiana Pacers (8 dicembre 1976)
- Massimo di assist in ABA: 15 vs Virginia Squires (20 novembre 1974)
- Massimo di assist in NBA: 7 vs Portland Trail Blazers (26 novembre 1976)
- Massimo di palle rubate in ABA: 4 vs Utah Stars (7 dicembre 1973)
- Massimo di palle rubate in NBA: 5 vs Milwaukee Bucks (23 novembre 1976)
- Massimo di stoppate in ABA: 2 vs San Antonio Spurs (23 ottobre 1974)
- Massimo di stoppate in NBA: 1 (3 volte)

#### Play-off
| Anno            | Squadra               | PG | PT | MP   | TC%  | 3P%  | TL%  | RP  | AP  | PRP | SP  | PP   |
| --------------- | --------------------- | -- | -- | ---- | ---- | ---- | ---- | --- | --- | --- | --- | ---- |
| 1974            | San Diego Conq. (ABA) | 6  |    | 40,2 | 44,1 | 41,2 | 84,2 | 4,0 | 3,5 | 1,8 | 0,3 | 27,5 |
| 1977            | L.A. Lakers (NBA)     | 10 |    | 10,9 | 29,3 |      | 90,0 | 0,9 | 1,4 | 0,3 | 0,0 | 3,3  |
| Carriera Totale | Carriera Totale       | 16 |    | 21,9 | 41,1 | 41,2 | 86,2 | 2,1 | 2,2 | 0,9 | 0,1 | 12,4 |

#### Massimi in carriera
Play-off
- Massimo di punti in ABA: 41 vs Utah Stars (1º aprile 1974)
- Massimo di punti in NBA: 10 (2 volte)
- Massimo di rimbalzi in ABA: 9 vs Utah Stars (8 aprile 1974)
- Massimo di rimbalzi in NBA: 2 (3 volte)
- Massimo di assist in ABA: 7 vs Utah Stars (8 aprile 1974)
- Massimo di assist in NBA: 6 vs Golden State Warriors (4 maggio 1977)
- Massimo di palle rubate in ABA: 4 vs Utah Stars (3 aprile 1974)
- Massimo di palle rubate in NBA: 1 (3 volte)
- Massimo di stoppate in ABA: 0
- Massimo di stoppate in NBA: 0

## Palmarès
- NCAA AP All-America First Team (1972)
- NCAA AP All-America Second Team (1973)
- ABA All-Rookie Team (1974)
- Maggior numero di tiri da tre punti realizzati in stagione ABA: (1973-1974)
- Diciottesimo miglior giocatore per palle rubate di sempre ABA